# Квебекская конференция (1944)
Вторая квебекская конференция (кодовое название «OCTAGON») — встреча на высшем уровне между США и Великобританией, проходившая в Квебеке с 11 по 16 сентября 1944 года.
В совещании участвовали президент США Франклин Делано Рузвельт, премьер-министр Великобритании Уинстон Черчилль, министр финансов США Генри Моргентау, министр иностранных дел Великобритании Энтони Иден, а также Объединённая группа начальников штабов.
На конференции был одобрен план расчленения Германии (с передачей Рура и Саара под контроль специального международного органа), её деиндустриализации и аграризации, известный как план Моргентау. Англо-американское командование, стремясь не допустить освобождения стран Центральной и Юго-Восточной Европы войсками СССР, приняло решение после очищения Северной Италии от фашистов развивать наступление на Триест и Вену, а также предпринять усилия к тому, чтобы занять к концу войны как можно большую часть территории Германии.
Также были рассмотрены вопросы дальнейшего ведения войны против Германии и активизации военных действий против Японии. В опубликованном по этому поводу совместном заявлении Рузвельта и Черчилля говорилось, что наиболее серьёзная трудность, с которой встретились участники конференции, заключалась в том, чтобы найти способ и возможность применения против Японии огромных сил, которые каждая из стран в отдельности и все они вместе стремятся использовать против врага.

## Галерея

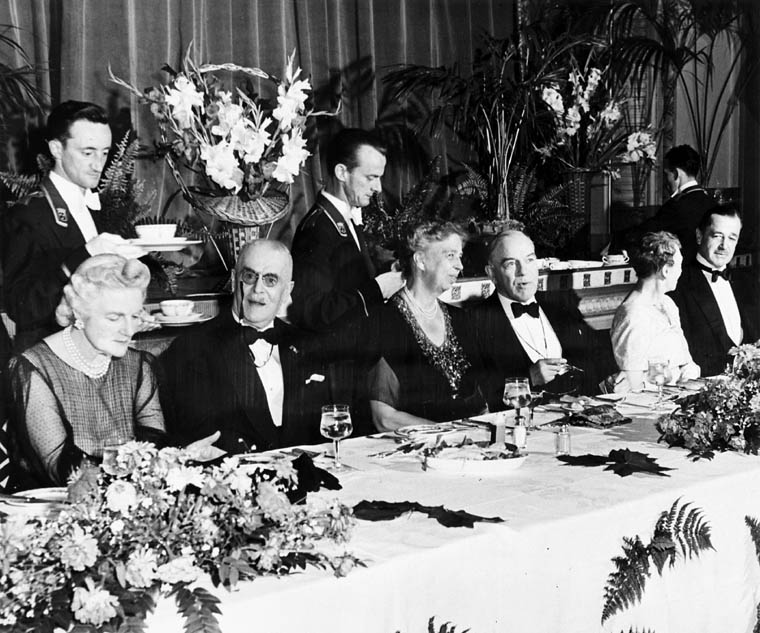
Приём в Шато-Фронтенак.
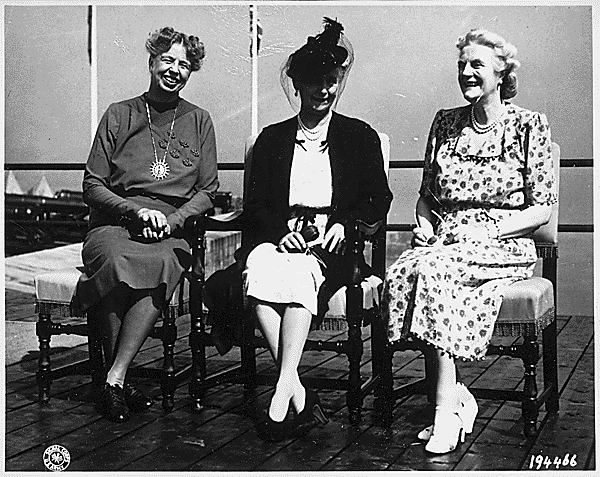
Элеонора Рузвельт, Элис Рузвельт Лонгворт и Клементина Черчилль во время конференции.